# Dorfkirche Vesta

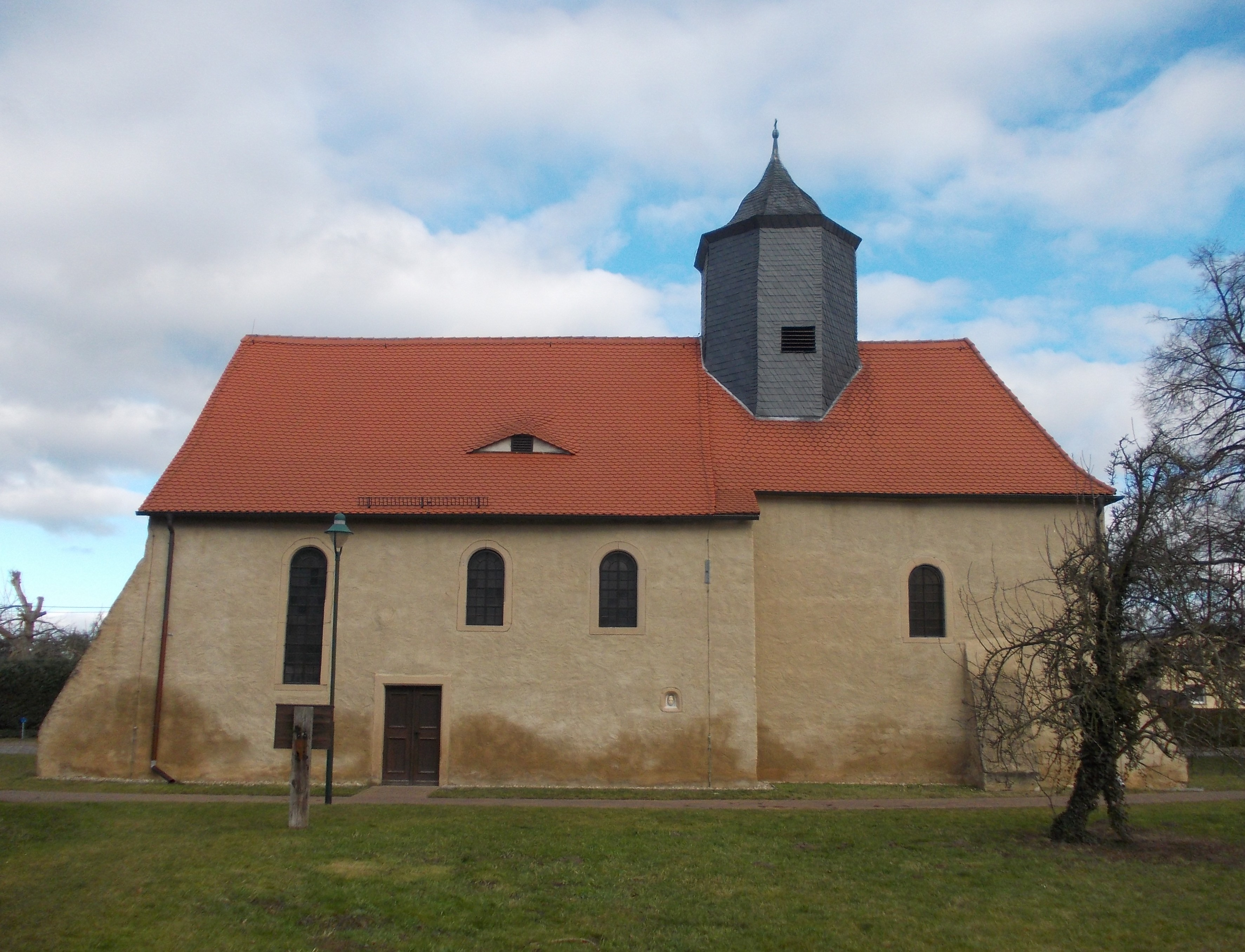
Kirche Vesta

Die evangelische Dorfkirche Vesta (auch: St. Katharina) ist eine stark veränderte romanische Saalkirche im Ortsteil Goddula-Vesta von Bad Dürrenberg im Saalekreis in Sachsen-Anhalt. Sie gehört zur Kirchengemeinde Keuschberg-Bad Dürrenberg im Kirchenkreis Merseburg der Evangelischen Kirche in Mitteldeutschland und kann in der Regel nicht besichtigt werden.

## Geschichte und Architektur
Die in der Saaleniederung gelegene Kirche ist ein ursprünglich romanischer Saalbau mit westlichem Querturm, der im 17. Jahrhundert stark verändert wurde; dabei wurden das Geländeniveau um ca. 1 m angehoben und der Turm abgebrochen. Anstelle der romanischen Apsis wurde bereits in gotischer Zeit ein eingezogener Chor mit geradem Schluss angebaut, der wohl ursprünglich eingewölbt war; über dessen Westteil erhebt sich ein verschieferter Dachreiter als Turmersatz. Eine durchgreifende Erneuerung erfolgte in der zweiten Hälfte des 17. Jahrhunderts, wobei ein neuer Dachstuhl, neue rundbogige Fenster und ein Portal mit geradem Sturz hergestellt wurden. Eine weitere Instandsetzung wurde in den Jahren 1992/93 vorgenommen. In der Westwand ist im Erdgeschoss noch eine vermauerte Doppelarkade erkennbar, welche ehemals die Verbindung zum nicht erhaltenen Turm herstellte. Nachträglich wurden Stützpfeiler im Osten und Westen sowie an der Südseite des Chores angebaut.
Am ehemaligen Apsisbogen ist an der Nordseite noch der romanische Kämpfer erhalten. Der Chorraum ist flachgedeckt und mit Betständen und Emporen des 17. Jahrhunderts versehen. Das Schiff wird durch eine beachtenswerte Balkendecke des 17. Jahrhunderts mit einer Verbretterung im Fischgrätenverband und Rankenmalereien in Kalkkaseinfarben auf profiliertem Längsunterzug mit Hängewerk geschlossen; außerdem sind zwei kurze seitliche Emporen eingebaut, die durch die Orgelempore im Westen verbunden wurden; auf der Nordseite ist im Osten die Herrschaftsempore angeschlossen.

## Ausstattung
Das Hauptstück der Ausstattung ist ein gemauerter mittelalterlicher Altar mit einem Reliquiengrab in der Mensa und einem mehrgeschossigen hölzernen Altaraufsatz aus dem Jahr 1711 mit den Gemälden der Kreuzigung, der Auferstehung und der Himmelfahrt Christi und einer geschnitzten Rahmung aus gedrehten Weinlaubsäulen und Akanthuswangen, dazu Engelsköpfe und kleine Engel mit den Marterwerkzeugen.
Die einfache Kanzel wurde vermutlich im 18. Jahrhundert verändert. Die Taufe mit einem Lesepultaufsatz und flachem Schnitzdekor stammt aus der Zeit um 1730 aus einer Merseburger Werkstatt.
Eine Reihe von Grabsteinen der Familie von Wolfersdorff ist erhalten, davon ist der Grabstein mit einem Relief des stehenden Verstorbenen in Rüstung († 1559) und ein kleines Kinderepitaph für Sabina von Wolfersdorff († 1614) mit einer Relieffigur in einer Rundbogennische hervorzuheben. Am Portalgewände sind noch Markierungen vom Hochwasser der Saale zu sehen.